# شین جین سیک
شین جین سیک (متولد ۱ فوریه ۱۹۷۵) بازیکن والیبال اهل کره جنوبی است. وی در بازی‌های المپیک تابستانی ۱۹۹۶ و بازی‌های المپیک تابستانی ۲۰۰۰ عضو تیم ملی کره جنوبی بوده‌است.